# Артур, Оуэн
Оуэн Сеймур Артур (англ. Owen Seymour Arthur; 17 октября 1949, Барбадос — 27 июля 2020, Бриджтаун) — премьер-министр Барбадоса в 1994—2008 годах. Впоследствии — член парламента от округа Сент-Питер, до 2013 года — лидер оппозиции на Барбадосе. Вошёл в историю Барбадоса как человек, занимавший пост премьер-министра наиболее долгий срок.

## Биография
Оуэн Артур получил образование в Кольридже, а потом в колледже Харрисон, затем учился в Университете Вест-Индии в Кейв-Хилле, где получил степень бакалавра экономики и истории (1971), а позже магистра в области экономики (1974). После окончания университета работал в Ямайском агентстве национального планирования и Ямайском институте по изучению бокситов, прежде чем вернулся на Барбадос и пришёл на работу в Министерство финансов и планирования в 1981 году.
В 1983 году Артур был избран в Сенат Барбадоса, в 1984 году стал членом Палаты собрания Барбадоса. В 1993 году, вскоре после заявления Оуэна, что он рассматривает возможность отхода от политики из-за нежелания жить на неудовлетворительном уровне на средства депутата, его избирают лидером оппозиции.
Артур стал лидером Барбадосской лейбористской партии в 1994 году и в сентябре того же года партия одержала победу на всеобщих выборах. Позднее лейбористы во главе с ним выиграли всеобщие выборы в январе 1999 года и в 2003 году. На выборах 2003 года одной из основных целей Артура было превратить страну в Парламентскую республику, заменив в качестве главы государства королеву Елизавету II на Президента Барбадоса. Политик заявил что всенародный референдум будет проведен в 2005 году. Однако позже он был перенесён в целях ускорения демократизации страны. Благодаря усилиям Артура на Барбадосе был проведён чемпионат мира по крикету 2007 года.
На всеобщих выборах, состоявшихся 15 января 2008 года, Барбадосская лейбористская партия потерпела поражение от Демократической лейбористской партии, лидер которой Дэвид Томпсон 16 января был приведён к присяге как новый премьер-министр, сменив Артура на посту главы барбадосского правительства. Несмотря на поражение партии, Артур был переизбран депутатом от избирательного округа Сент-Питер с 65 % голосов избирателей. Он также заявил что поддерживал CARICOM. 19 января Артур ушёл с поста лидера партии, сказав, что немедленная смена руководства партии будет в интересах Барбадоса. Бывшая заместительница премьер-министра Миа Моттли была выбрана в качестве нового лидера партии. Артур заявил, что он намерен отбыть свой срок на посту депутата.
Оуэн Артур получил вотум доверия от своих 4 коллег-парламентариев, которые выступили за его возвращению к руководству Барбадосской лейбористской партии после того как выразили вотум недоверия бывшему лидеру оппозиции Миа Моттли. Артур был избран 18 октября 2010 года на заседании партии в качестве нового лидера оппозиции Барбадоса.